# Gymnopleurus asperrimus
Gymnopleurus asperrimus es una especie de escarabajo del género Gymnopleurus, familia Scarabaeidae. Fue descrita científicamente por Felsche en 1909.
Se distribuye por la ecozona afrotropical. Habita en Namibia y Sudáfrica (Ciudad del Cabo).

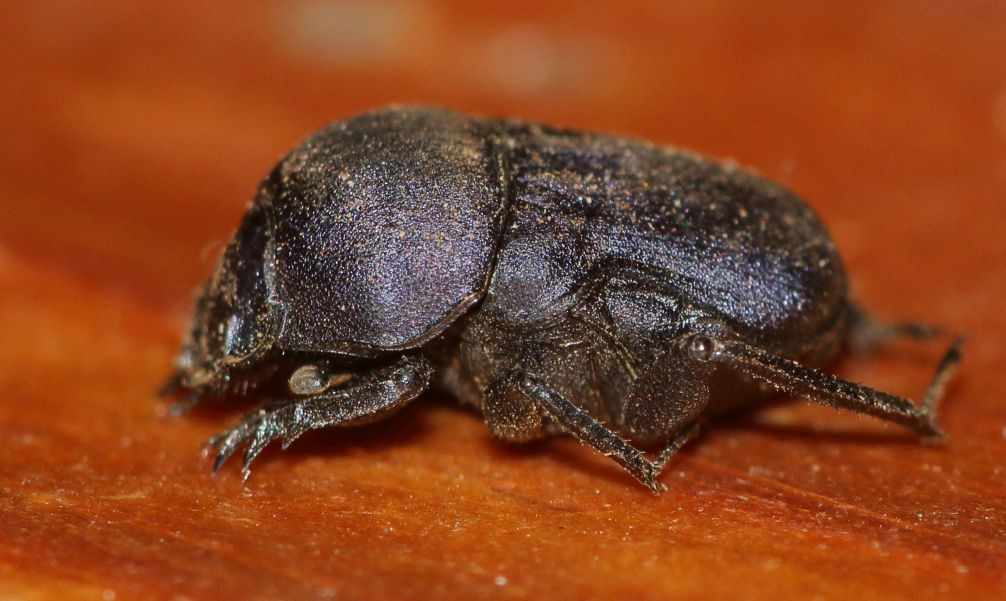
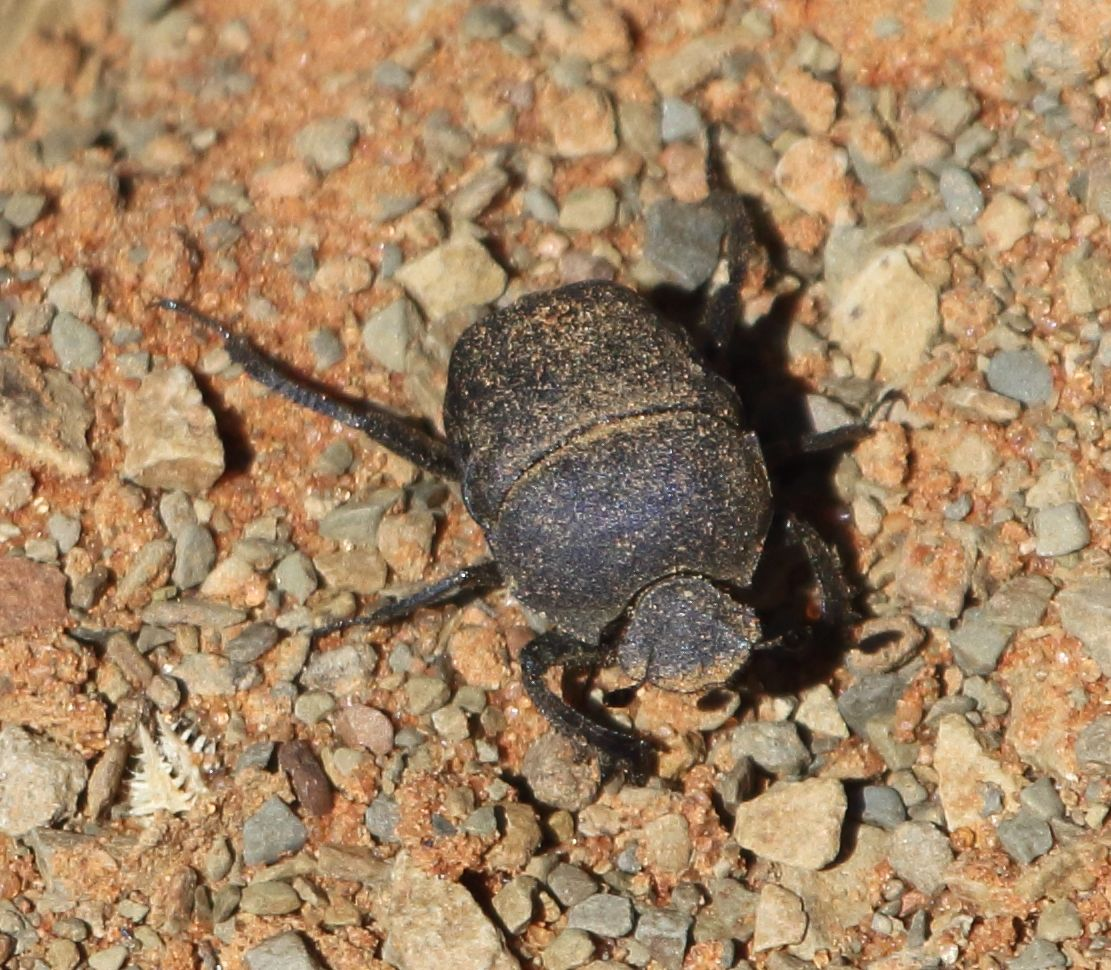
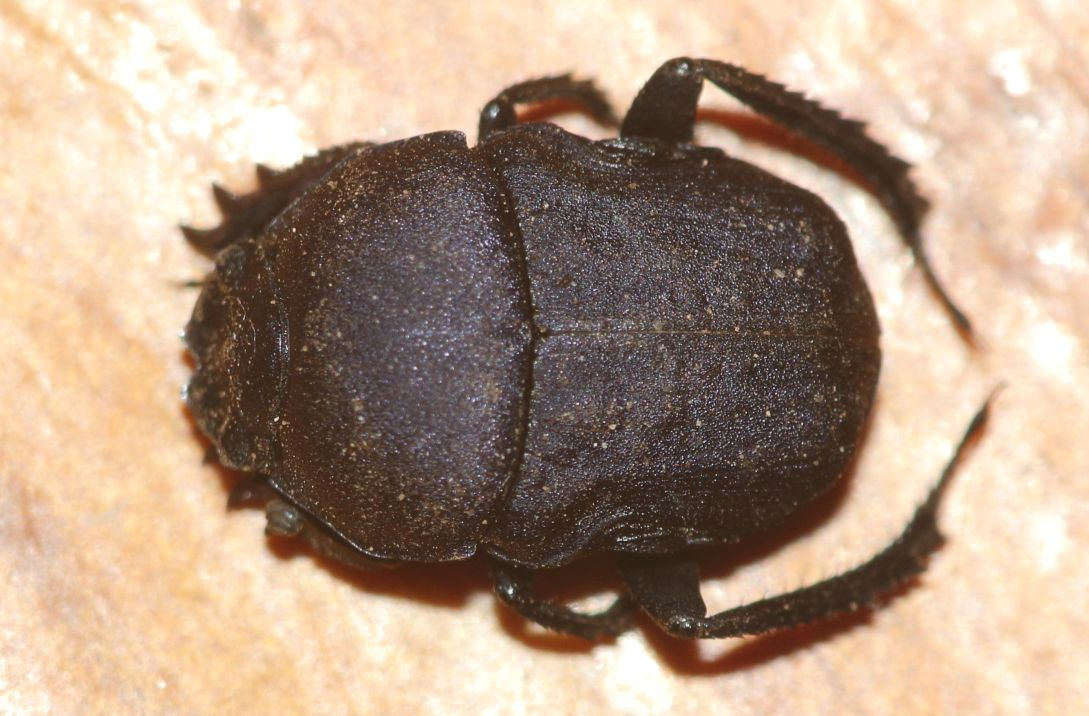